# Anton Burger
Anton Burger (Neunkirchen, 19 november 1911 - Essen, 25 december 1991) was een kampcommandant van concentratiekamp Theresienstadt.
In 1932 werd Burger lid van de Oostenrijkse NSDAP. Nadat de NSDAP op 19 juni 1933 in Oostenrijk verboden werd, werd Burger in juli 1933 oneervol uit het leger ontslagen. Hij reisde illegaal naar Duitsland en sloot zich aan bij het Österreichische Legion. Kort daarna werd hij lid van de SA. In 1938 stapte hij over naar de SS, waardoor hij kon gaan werken bij de SS-organisatie "Zentralstelle für jüdische Auswanderung in Wien", waar hij onder leiding stond van Adolf Eichmann.
In de zomer van 1942 werd hij door Adolf Eichmann naar Brussel gestuurd om de deportatie van Joden uit België, Nederland en Frankrijk te coördineren. Burger klom snel op en in februari 1943 kreeg hij de verantwoordelijkheid over de deportatie van Macedonische Joden naar het vernietigingskamp Auschwitz. Tot augustus 1943 werden ongeveer 46.000 Joden, voornamelijk uit Saloniki, gedeporteerd onder zijn leiding.
Vanaf 5 juli 1943 kreeg hij ook de leiding over het concentratiekamp Theresienstadt. Daar werd hij berucht vanwege zijn wrede behandeling van de gevangenen.
In maart 1944 werd hij in Athene hoofd van de anti-Joodse afdeling van de Sipo-SD, als opvolger van Dieter Wisliceny. Hij liet ongeveer 3000 Joden, met name op Korfoe, Rodos en Kos, deporteren naar het vernietigingskamp Auschwitz. In augustus werd hij door Eichmann opnieuw naar Brussel gestuurd om ook daar, vlak voor de bevrijding, de laatste duizenden Joden op transport te zetten.
Na de oorlog werd Burger in een Amerikaans interneringskamp geplaatst. In 1947 werd hij bij verstek ter dood veroordeeld door een Tsjecho-Slowaakse rechtbank in Litoměřice. Voordat hij aan Tsjecho-Slowakije kon worden uitgeleverd, wist Burger in juni van dat jaar uit het interneringskamp te ontsnappen. Hij nam een nieuwe identiteit aan en ging verder onder de naam Wilhelm Bauer. Hij werkte onder andere voor een bedrijf in Essen.
In maart 1994, meer dan twee jaar na zijn dood, kon het Bayerisches Landeskriminalamt dankzij een tip van Simon Wiesenthal vaststellen dat Wilhelm Bauer dezelfde persoon was als Anton Burger.

## Carrière
- SS-Obersturmführer: april 1941
- SS-Hauptsturmführer: juni 1944
- SS-Sturmbannführer:

## Lidmaatschapsnummers
- NSDAP-nr.: 611 604 (lid geworden 6 oktober 1931)
- SS-nr.: 342 783 (lid geworden 1 juli 1938)